# Park „Buczyna”

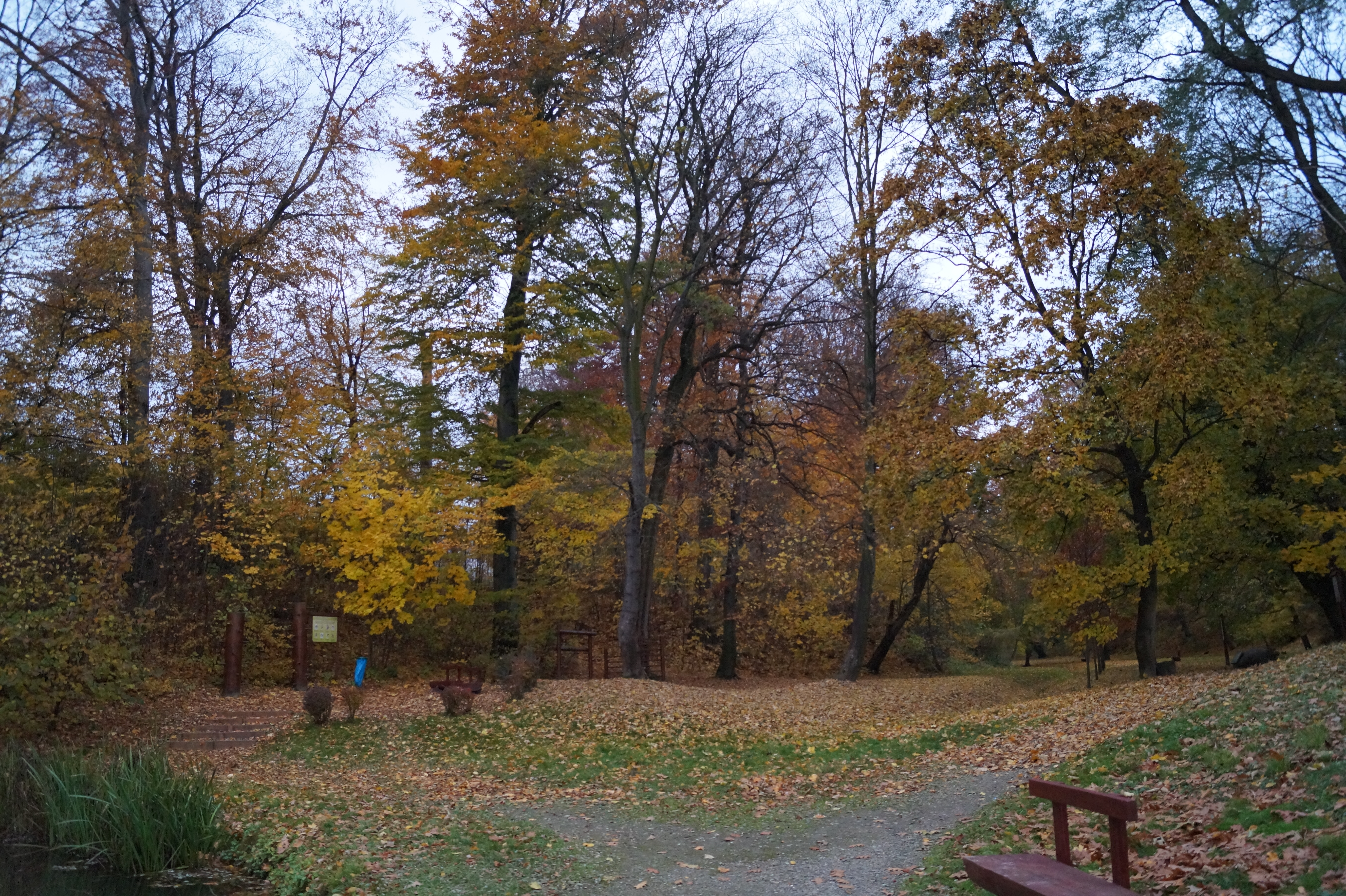
Park „Buczyna” jesienią.

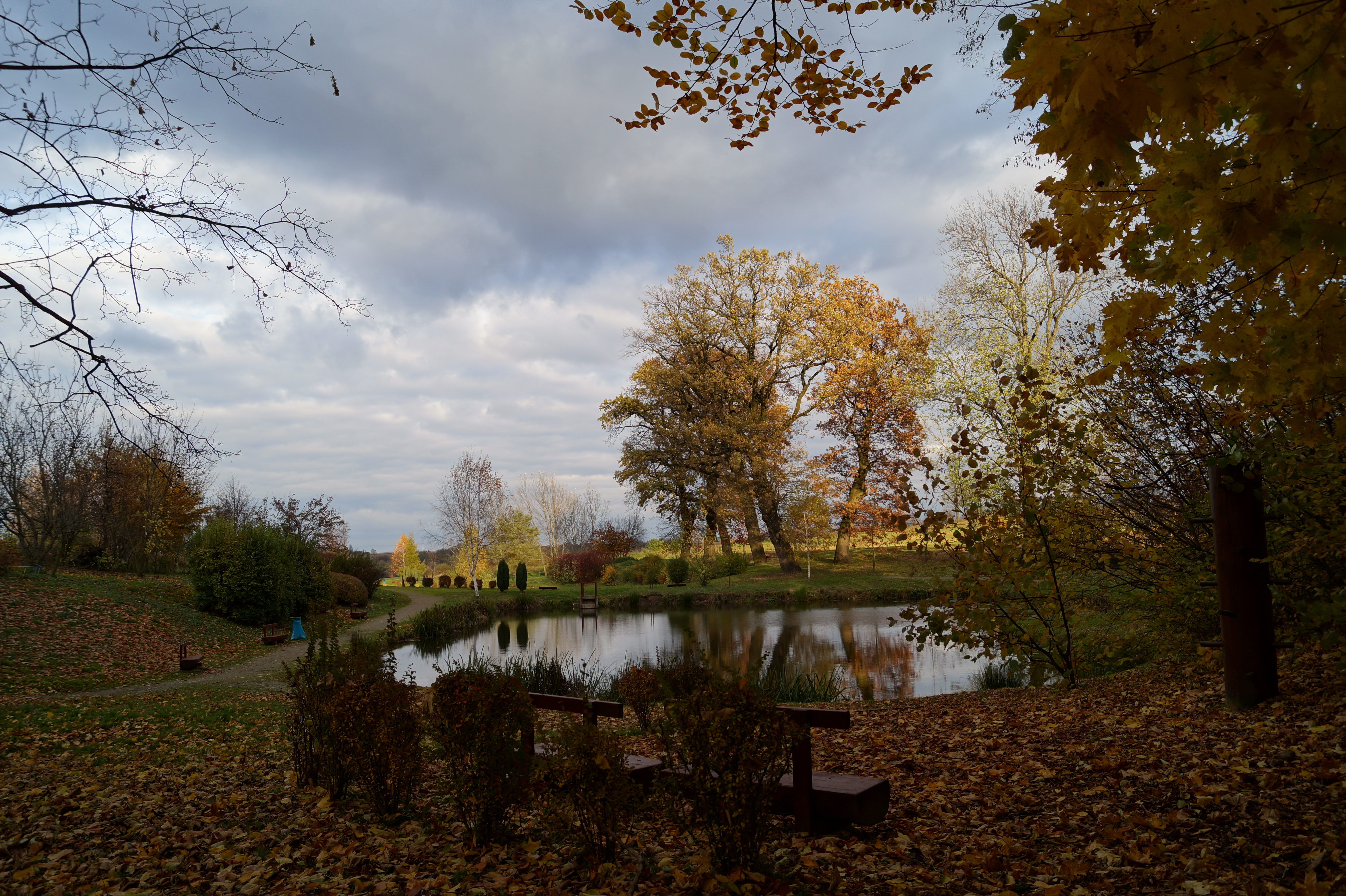
Widok od parku na stawy.

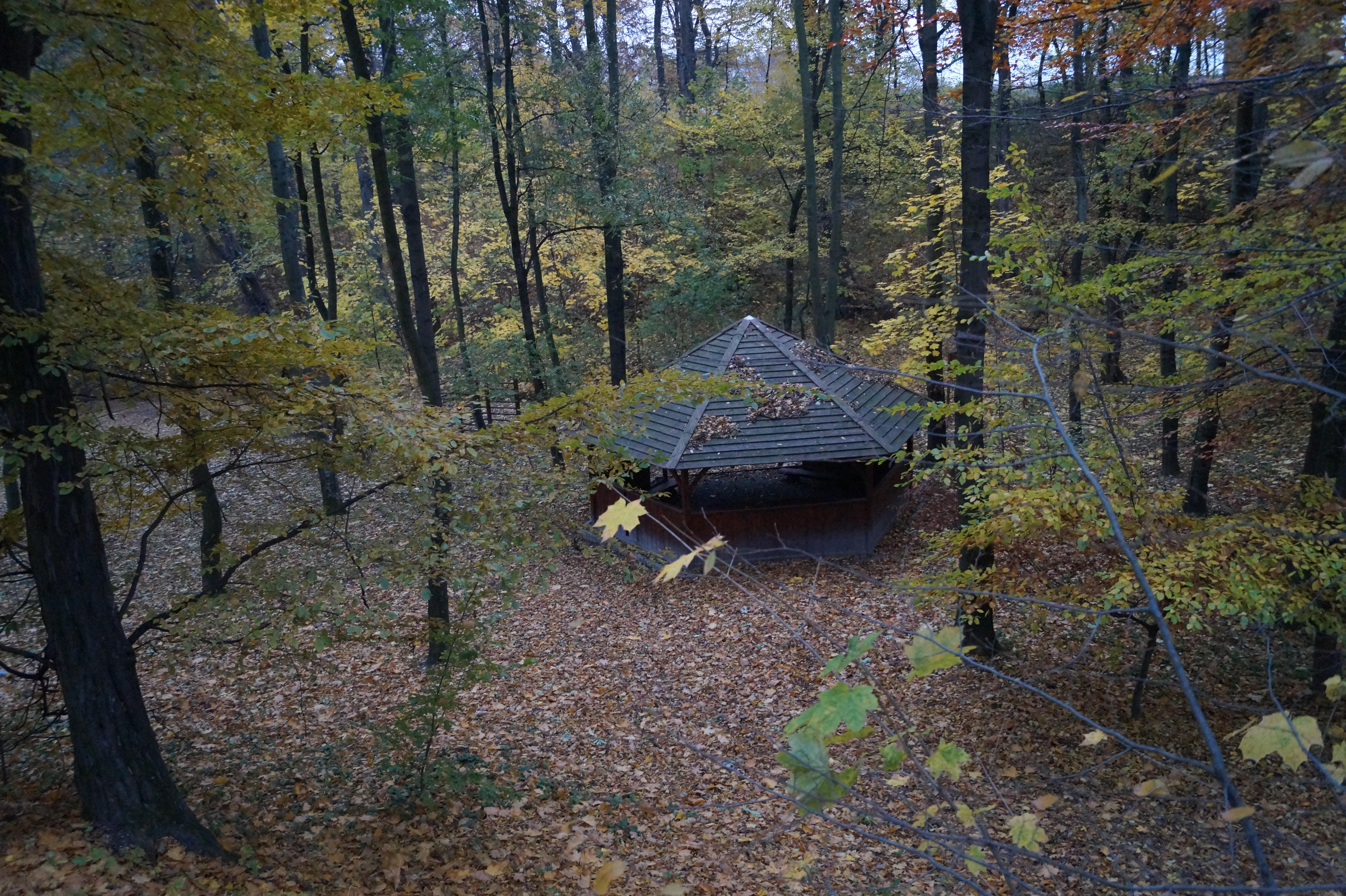
Altana w „Buczynie”.

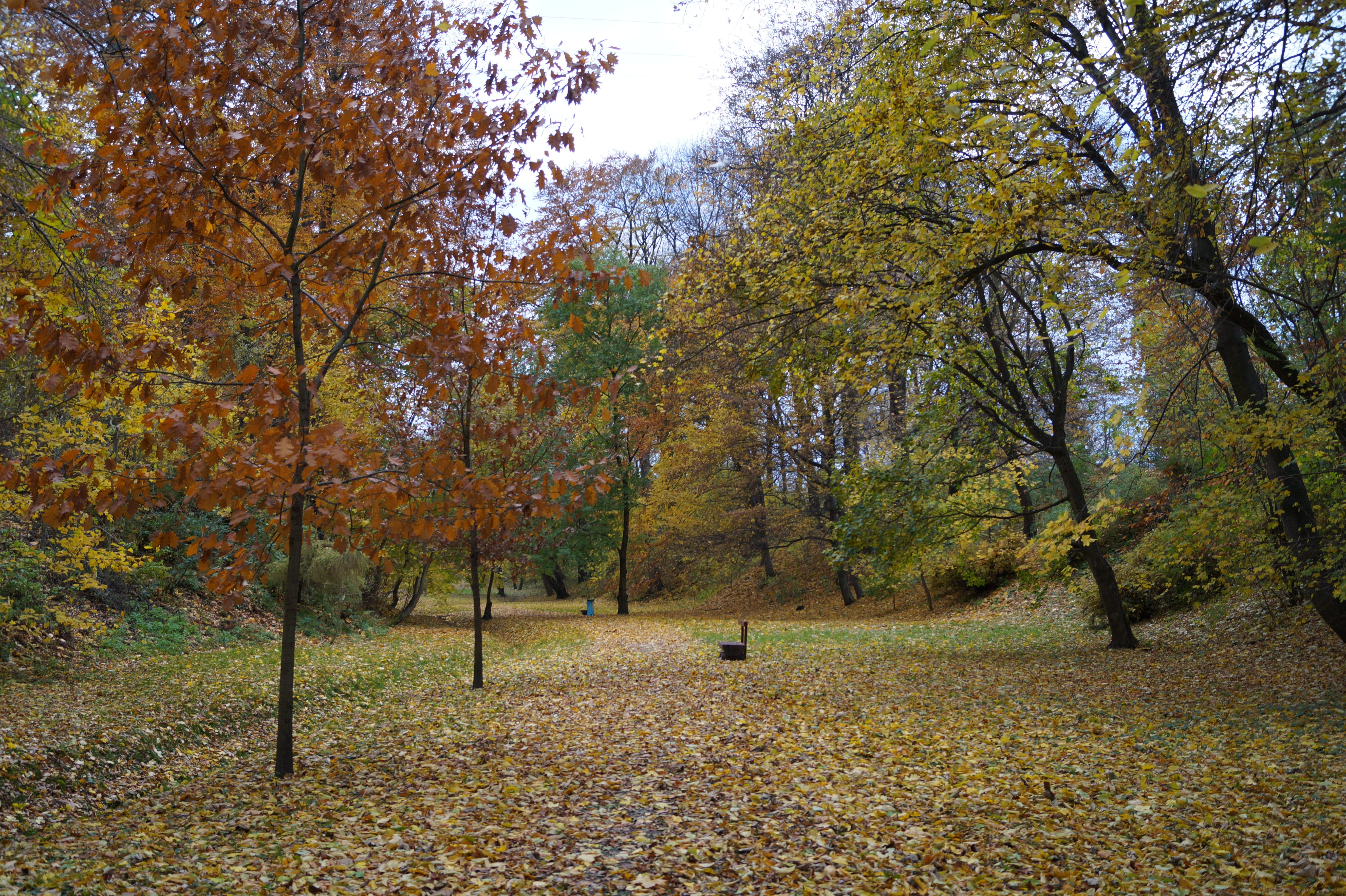
Dęby Katyńskie w parku „Buczyna”.

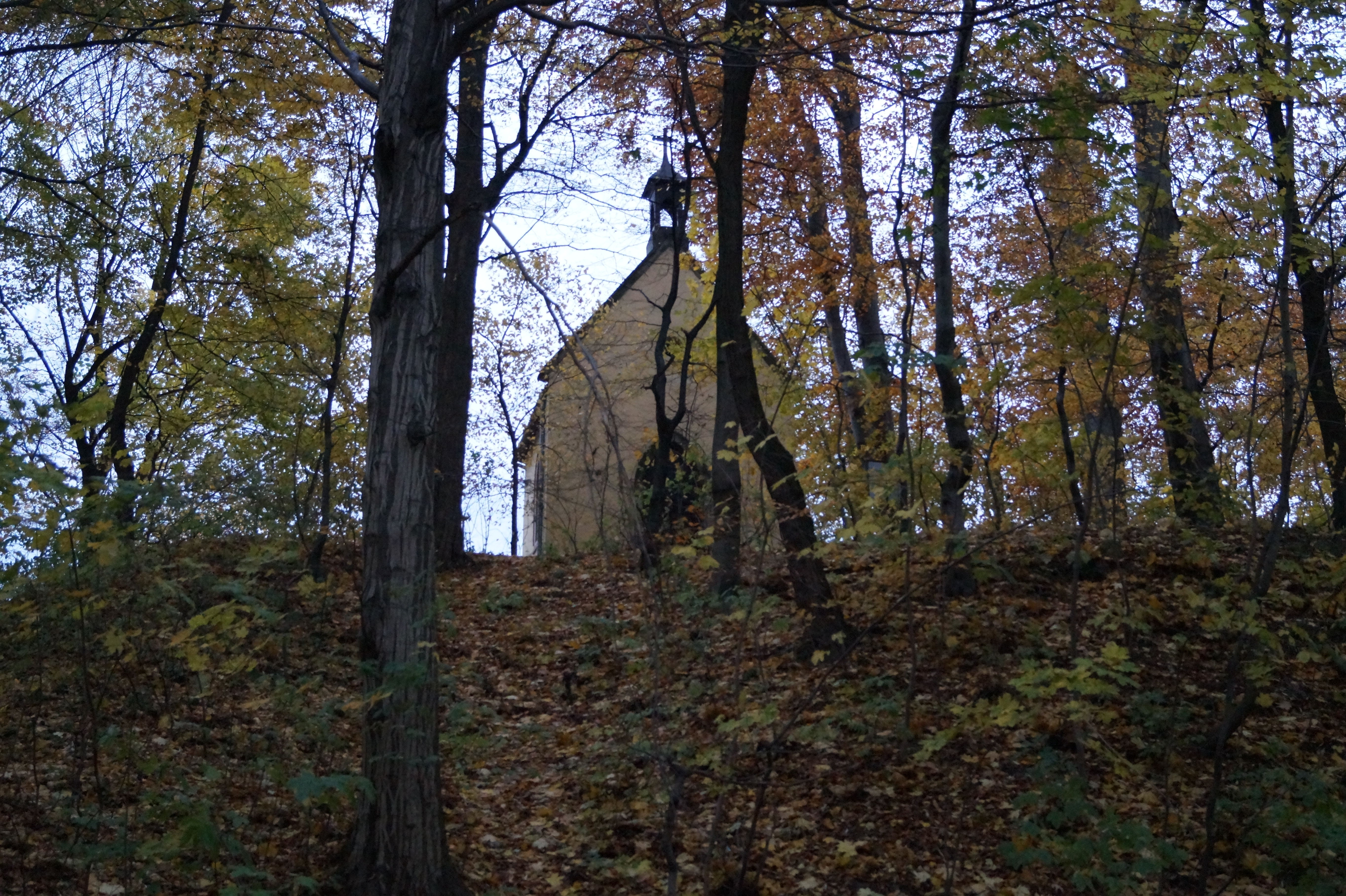
Kaplica grobowa w „Buczynie”.

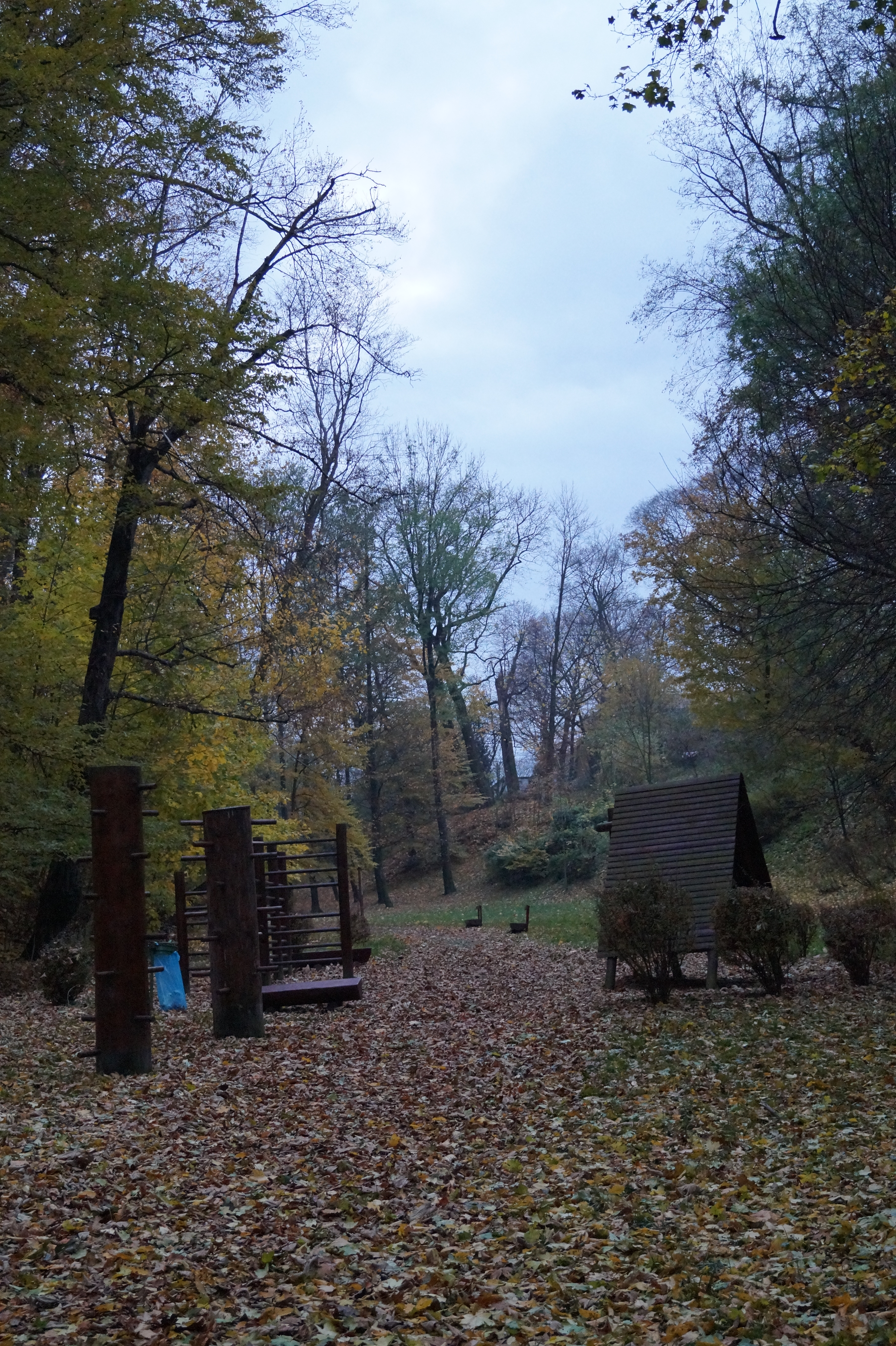
Część rekreacyjna parku „Buczyna”.

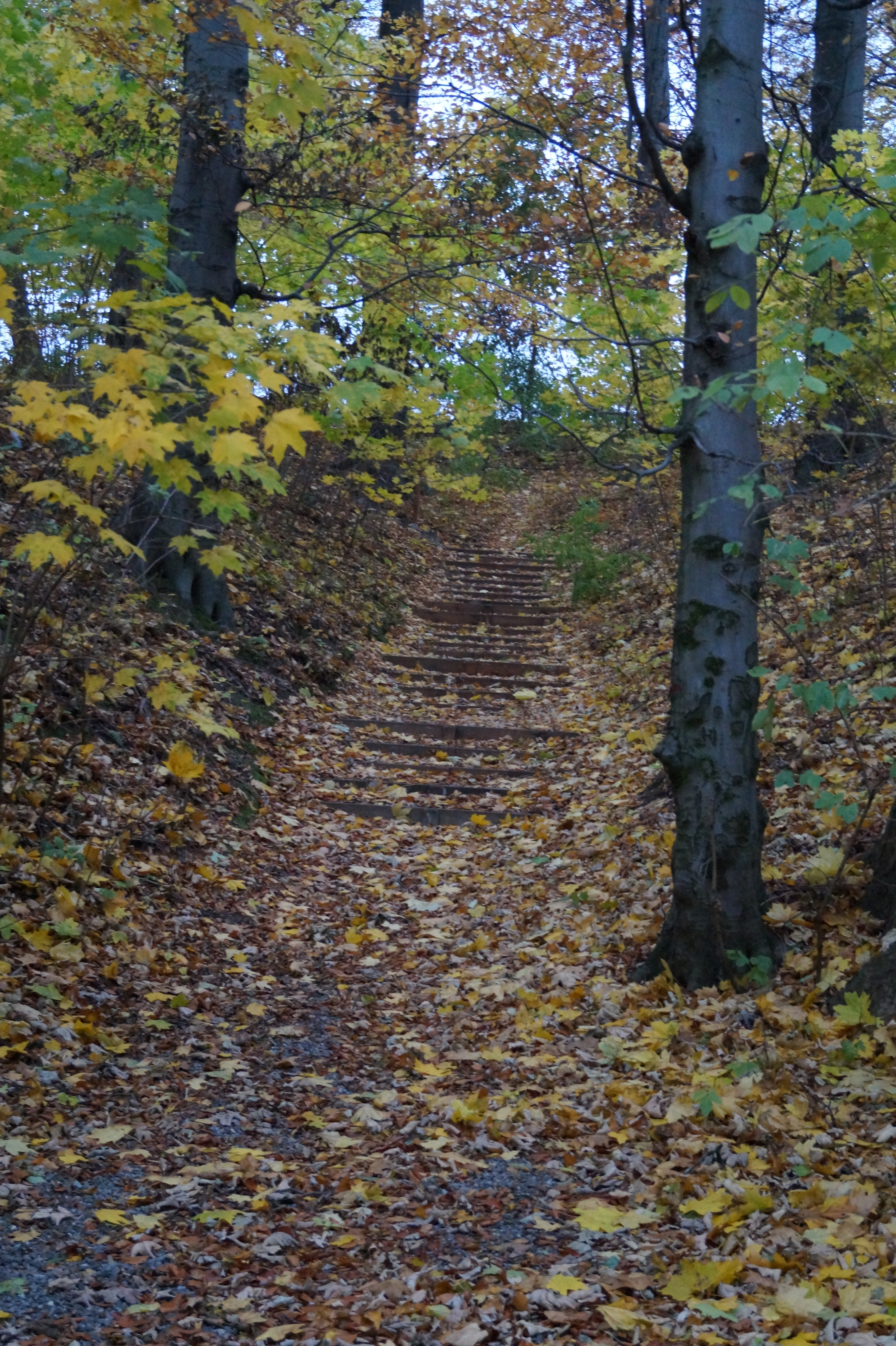
Ścieżka jesienią w „Buczynie”.

Park „Buczyna” – zespół pałacowo-parkowy w Górze Ropczyckiej, w południowej części gminy Sędziszów Małopolski w województwie podkarpackim. „Buczyna” obejmuje głęboki wąwóz, kiedyś będącego częścią założenia parkowego, rozciągającego się na wschód od pozostałości dworu. Jest to obszar o dużych walorach krajobrazowych. Park o kształcie prostokąta, przedzielonego na osi wschód-zachód głębokim wąwozem.

## Geografia
Park obejmuje głęboki wąwóz i jego zbocza. Stawy podworskie położone są w wąskim wąwozie na południe od osiedla mieszkaniowego, wykonane zostały w tzw. układzie paciorkowym na przełomie XVIII i XIX wieku, o łącznej powierzchni 0,74 ha. Sam park leśny złożono na reliktach wcześniejszego geometrycznego układu przestrzennego i usytuowany jest we wschodniej części zespołu dworsko-parkowego, głębokim wąwozie. Całość złożenia zlokalizowana jest w malowniczym krajobrazie lekko pofałdowanego terenu. Wokół stawów zbocza łagodnieją i rozpościera się panorama na okoliczne pola.

## Historia
Początki Góry Ropczyckiej sięgają przełomu XIII i XIV wieku. Po I rozbiorze Polski wieś trafiła do rąk Gabriela Jaworskiego, który wzniósł na wzgórzu dwór i założył rozległy park, rozciągający się na wschód od pozostałości dworu wzniesionego w trzeciej ćwierci XVIII wieku. Kolejni właściciele, rodzina Starzeńskich, rozbudowali majątek, wiele uwagi poświęcając upiększeniu parku. Z tego okresu zachowała się również murowana oficyna z narożną wieżyczka i dziedzińcem, otoczonym murem ceglanym. Na części osiemnastowiecznego ogrodu w drugiej połowie XX wieku powstały budynki gospodarcze oraz bloki mieszkaniowe. W 2006 roku sędziszowska gmina wykonała szereg prac renowacyjnych w starym parku i utworzyła ścieżkę przyrodniczo-dydaktyczną w Górze Ropczyckiej, która wiedzie atrakcyjną trasę m.in. przez „Buczynę”, w którym występuje sporo rzadkich grup starodrzewia, a także nowo nasadzonych krzewów i drzew. Pod jednym z sędziwych buków wzniesiono altanę w miejscu schadzek słynnej w całej Europie z urody i flirtów „Pięknej Gabrieli” – hrabiny Starzeńskiej.

## Fauna i flora
Do rozwoju „królestwa górzańskiej fauny i flory” przyczynił się Franciszek Ksawery Mikołaj Starzeński, pochodzący z Grabownicy, który pobrał się w 1799 roku z Katarzyną Jaworską z Góry Ropczyckiej. Jego pasją życiową była ichtiologia. Sprawdzał różne gatunki ryb morskich, zakładał stawy i sadzawki prowadząc prace badawcze za granicami oraz w Polsce. W 1818 na stałe z żoną sprowadził się do Góry Ropczyckiej, gdzie prawdopodobnie kontynuował swe naukowe eksperymenty wykorzystując stawy, znajdujące się w dworskim parku. Obecnie żyją w nich liczne gatunki ryb (karasie, okonie, liny, płocie i inne), a na ich brzegach można dostrzec różne gatunki ślimaków. Spacerując wiosną warto jest obserwować stadia rozwojowe płazów tj.: żaby trawnej, ropuchy szarej czy ważek. Występuje tu również jaszczurka zwinka i zaskroniec. Park zamieszkują na dodatek liczne gatunki ptaków m.in. dzięcioł średni, sikorka, bogatka, zięba, kruk i myszołów zwyczajny stada kaczek krzyżówek.
W parku „Buczyna” wsłuchiwać możemy się w śpiewy ptaków. Do najliczniej występujących klas należą: zięba, rudzik, kos, szpak, kawka, szczygieł, dzięcioł duży i średni, sowa, kukułka. Czasami pobłądzi tu: zając, lis, sarna a nawet dzik.
W parku rośnie 15 gatunków drzew; buk zwyczajny, grab zwyczajny, trzy gatunki klonów (zwyczajny, jawor, polny), jesiony wyniosłe, grochodrzewy, topole, lipy drobnolistne, dęby szypułkowe, modrzewie zwyczajne, kasztany, olsze czarne, wierzby, wiązy szypułkowe. Drzewa te rosną na skarpach, po obu stronach wąwozu. Strzeliste buki o szaro-srebrzystej korze zasługują na szczególną uwagę spacerowiczów. Ich obwody pni mają 150-400 cm, a wysokość 25-30 m, zaś korony sięgają nawet 20 metrów, są one szczególnie piękne wiosną, gdy młode liście mają jasnozieloną barwę, a krawędzie pokryte są delikatnie zauważalnymi białymi włoskami. Pozostały drzewostan również jest bardzo cenny, ze względu na swój charakter pomnikowo-dekoracyjny. Wiek drzew jest zróżnicowany, ujmują one przechodniów pięknym przekrojem, wysokimi pniami i szerokimi koronami, zwłaszcza jesienią, kiedy następuje przebarwienie liści. Rozwijające się samosiewy klonu zwyczajnego, polnego, jawora, bzu czarnego zaliczyć można do niższego piętra roślinności parku, dawniej rosły tu m.in. trzmielina europejska, sorbaria, jarzębolistna, głóg jednoszyjkowy, leszczyna pospolita, czeremcha czy róża ptasia.
W kwietniu 2010 roku posadzono 5 pamiątkowych dębów zlokalizowanych obok jednego ze stawów, mających upamiętnić 70. rocznicę zamordowania przez NKWD polskich oficerów mieszkańców tych terenów.
Nasłonecznione łąki nieopodal stawów, czy skarpy są idealną lokalizacją dla roślin leczniczych. Zauważamy na nich takie zioła jak : rumianek, podbiał, mniszek, krwawnik, jaskółcze ziele, czarny bez, jasnota plamista i biała.
Florę parku tworzą oprócz ziół i drzew także kwiaty. Rośliny takie jak; dąbrówka rozłogowa, gajowiec żółty, jasnota biała, jasnota różowa, konwalia majowa, miodunka plamista, miodunka miękkowłosa, szczawik zajęczy, zawilec gajowy, ziarnopłon wiosenny, kokoryczka wielokwiatowa i inne stanowią nieodłączny element tego pięknego zakątka. Szczególnie wiosną florę upiększają zawilec gajowy, ziarnopłon wiosenny rosnące w gęstych skupiskach. Skarpa jest częściowo porośnięta stokrotkami, jaskrem rozłogowym, a w miejscach wilgotnych napotkamy leczniczą rzeżuchę łąkową, o kwiatach białych lub liliowych.

## Turystyka
Całość zabudowy wioski; Góry Ropczyckiej z kościołem, folwarkiem i parkiem podworskim stanowi ciekawą atrakcję turystyczną. Park można zwiedzać przez całą dobę o każdej porze roku. Urokliwą wędrówkę przez odnowioną dolinę (tzw. wąwóz) uatrakcyjniają ścieżki spacerowe, tablice informacyjne, nasadzono nowe krzewy i drzewa, umodelowano korony zabytkowych drzew, ławeczki, drabinki do wspinania, altana, w której dzieci mogą kontynuować zajęcia terenowe, czy organizować ogniska i spotkania integracyjne. Natomiast w letnie weekendy całe rodziny mogą spędzać czas w parku, między innymi na grillowaniu w przystosowanej do tego altanie.
Urok parku „Buczyna” w Górze Ropczyckiej sprawia, że właściciele sąsiednich działek prześcigują się w pomysłach na ich zagospodarowanie. Niektóre ogródki to prawdziwe perełki mogące stanowić inspirację nawet dla architektów krajobrazu.
Warto zagłębić się w historię barwnego parku i zajrzeć do odnowionej kaplicy grobowej Starzeńskich, czy odprężyć się przy odrestaurowanych stawach podworskich, jak też wsłuchać się w świergot ptaków. Tak o parku pisała znakomita tutejsza poetka Józefa Róg w jednym ze swoich wierszy:
```
”...Czy chcesz więcej usłyszeć wieści? 

wstąp do Buczyny nocą w maju 

tam o wsi mojej liść szeleści,

tam słowiki o niej śpiewają.”

„Górzanka”
```

Od roku 2012 Rada Sołecka, Rada Rodziców, Koło Gospodyń Wiejskich, Ochotnicza Straż Pożarna w Górze Ropczyckiej oraz Miejsko-Gminny Ośrodek Kultury w Sędziszowie Małopolskim każdego lata organizują w Parku „Buczyna” Święto Chleba. Zapewniają wiele atrakcji – Dla dzieci darmowe zjeżdżalnie i trampoliny, przejażdżki konikami i samochodzikami, dla smakoszy tradycyjne potrawy: swojski chleb, pierogi i kiełbaski.

### Renowacja i waloryzacja
Projekt renowacji i waloryzacji zasobów przyrodniczo-kulturowych w zabytkowym parku w Górze Ropczyckiej zakładał wzorcowy model parku przeznaczony dla turystów w różnym wieku i z różnymi zainteresowaniami. Całkowita wartość projektu 368 244,68 zł z dofinansowaniem w kwocie 223 451,00 zł (73,15%) – środki z Europejskiego Funduszu Orientacji i Gwarancji Rolnej oraz 144 793,68 zł (26,85%) – środki Gminy Sędziszów Małopolski.

### Ścieżka przyrodniczo-dydaktyczna
Spacer po Buczynie to nie tylko relaks w zielonym tunelu, ale wspaniała okazja do spotkania z przyrodą na ścieżce przyrodniczo-dydaktycznej, która prezentuje naturę jako zespół elementów i procesów, tworzących wspaniały system, będący środowiskiem, w którym żyjemy.